# Донской (Морозовский район)
Донской — хутор в Морозовском районе Ростовской области.
Входит в состав Гагаринского сельского поселения.
Население — 362 человека.

## География

### Улицы
- ул. Береговая,
- ул. Донская,
- ул. Садовая,
- ул. Солнечная,
- ул. Терновая,
- ул. Школьная.

## Население
| 2010 |
| ---- |
| 351  |

## Инфраструктура
На хуторе есть фельдшерско-акушерский пункт и Донсковская основная общеобразовательная школа.